# Ran Takahashi
Ran Takahashi (em japonês:  髙橋藍, Takahashi Ran, Quioto, 2 de setembro de 2001) é um jogador de voleibol japonês que atua na posição de ponteiro.

## Carreira

### Clube
Takahashi começou a jogar voleibol quando estava na segunda série do ensino fundamental. Atuou como líbero quando entrou na Escola Municipal Hachigaoka Junior em Quioto, quando tinha apenas 1,58m de altura. Em 2020 o atleta ingressou na Nippon Sport Science University.
Em 2021, mesmo cursando a universidade, o ponteiro assinou seu primeiro contrato profissional com o Pallavolo Padova para atuar no voleibol italiano. Após atuar por duas temporadas no clube de Pádua, Takahashi transferiu-se para o Vero Volley Monza, ainda na primeira divisão italiana.

### Seleção
Devido ao seu ótimo desempenho, Ran fez sua estreia com a seleção adulta japonesa sem mesmo ter passado pelas categorias de base. O ponteiro foi convocado para atuar na Liga das Nações de 2021, onde terminou na décima primeira posição. No mesmo ano se tornou o atleta mais jovem a representar o voleibol masculino do Japão nos Jogos Olímpicos; com apenas 19 anos o ponteiro terminou na sétima colocação nos Jogos Olímpicos de Tóquio ao perder nas quartas de final para a seleção brasileira por 3 sets a 0. Em setembro do mesmo ano, foi vice-campeão do Campeonato Asiático ao perder a final para a seleção iraniana por 3 sets a 0.

## Vida pessoal
Takahashi tem dois irmãos gêmeos que também jogam voleibol, Rui e Riri.
O atleta possui ancestralidade americana e alemã.

## Clubes
| Anos      | Clube                  |
| --------- | ---------------------- |
| 2021–2023 | Pallavolo Padova       |
| 2023–2024 | Mint Vero Volley Monza |
| 2024–     | Suntory Sunbirds Osaka |

## Prêmios individuais
- 2023: Campeonato Asiático – Melhor ponteiro